# دانبرووا-شاتانکی
دانبرووا-شاتانکی (به لهستانی:  Dąbrowa-Szatanki) یک روستا در لهستان است که در گمینا چژو واقع شده‌است.